# Mileewa pugionata
Mileewa pugionata är en insektsart som beskrevs av Rauno E. Linnavuori 1979. Mileewa pugionata ingår i släktet Mileewa och familjen dvärgstritar. Inga underarter finns listade i Catalogue of Life.